# Wagniskennziffer
Die Wagniskennziffer (WKZ) ist ein versicherungswirtschaftlicher Fachbegriff. Sie dient der Standardisierung der Risikobewertung in der Kfz-Haftpflichtversicherung und Kaskoversicherung.

## Definition und Änderung
Die WKZ werden durch den Gesamtverband der Deutschen Versicherungswirtschaft definiert und von allen Versicherungen zur Erstellung von Schadensstatistiken und zur Risikobewertung genutzt. Intern können Versicherer auch weitere WKZ zur Differenzierung nutzen, müssen diese aber im Rahmen der zu liefernden Statistikdaten entsprechend umschlüsseln. Die in den Weblinks angegebene Liste der Wagnisse der Gothaer ist ein Beispiel dafür und enthält u. a. die selbst vergebenen Nummern 750 bis 753 für rote Kennzeichen.
Die WKZ ändern sich häufiger, z. B. wurden bis 2006 von fast allen Versicherern noch die Lieferwagen (rein versicherungstechnischer Begriff) bis 1 Tonne Nutzlast als WKZ 202 geführt. Nach Umstellung der Trennung zwischen Lieferwagen und Lastkraftwagen (LKW) auf das zulässige Gesamtgewicht (jetzt bis 3,5 Tonnen) wurde die WKZ für Lieferwagen durch 251 (Werkverkehr) und 261 (Güterverkehr) ersetzt.
In der Fahrzeuggruppe der LKW trennte man auch vor der Umstellung schon nach der Verwendung im Werk- bzw. Güterverkehr und darüber hinaus nach Nah- und Fernverkehr gemäß einer mittlerweile aufgehobenen Bestimmung im Güterkraftverkehrsgesetz. Die Gesetzesreform führte dazu, dass auch bei der Neudefinition der Wagniskennziffern auf diese Unterscheidung verzichtet wurde.

## Inhalt
In die WKZ gehen ein
- Der Fahrzeugtyp (z. B. WKZ 003 - Kraftrad ab 7 kW, WKZ 005 - Moped)
- Die Nutzung (z. B. WKZ 251 für Lkw bis 3,5 to zulässiges Gesamtgewicht im Werkverkehr, WKZ 261 für Lkw oder Transporter bis 3,5 to zulässiges Gesamtgewicht im Güterverkehr)

Die 700-er WKZ werden für Risiken vergeben, bei denen aufgrund einer Behinderung des Halters eine Kfz.-Steuerbefreiung vorliegt, die 800-er WKZ werden für die Kennzeichnung von Ausfuhrkennzeichen verwandt.

## Verwendung
Die Wagniskennziffer wird beim Abschluss eines Versicherungsvertrages gespeichert. Hieraus werden im Rahmen der Gesamtstatistik (die einzelnen Versicherer melden einmal jährlich ihre Daten mit der sogenannten Rolle B an den GDV) aus Schadenhäufigkeit und Schadendurchschnitt über komplizierte statistisch-mathematische Verfahren die Schadenbedarfe für die einzelnen WKZ ermittelt.

## Geschichte
Bis zur Liberalisierung des Versicherungsmarktes am 30. Juni 1994 wurde die WKZ durch die Verordnung über die Tarife in der Kraftfahrzeug-Haftpflichtversicherung durch den Bundesminister für Wirtschaft festgelegt.